# Zelotes mashonus
Zelotes mashonus FitzPatrick, 2007 è un ragno appartenente alla famiglia Gnaphosidae.

## Etimologia
Il nome della specie deriva dall'aggettivo mashonus che indica la regione dello Zimbabwe dove sono stati rinvenuti gli esemplari: il Mashonaland.

## Caratteristiche
Questa specie appartiene al subterraneus group, le cui peculiarità sono: i maschi hanno la base dell'embolus molto larga che si estende attraverso gran parte della larghezza del bulbo del pedipalpo. Le femmine hanno un'epigino di forma rettangolare con i condotti disposti trasversalmente.
L'olotipo femminile rinvenuto ha lunghezza totale è di 7,83mm; la lunghezza del cefalotorace è di 3,13mm; e la larghezza è di 2,42mm.

## Distribuzione
La specie è stata reperita nello Zimbabwe orientale: l'olotipo femminile è stato rinvenuto nei pressi della città di Harare, appartenente alla provincia del Mashonaland Orientale; altri esemplari sono stati reperiti in Botswana, lungo il fiume Kwando.

## Tassonomia
Al 2016 non sono note sottospecie e dal 2007 non sono stati esaminati nuovi esemplari.